# Hlîpli, Mostîska
Hlîpli (în ucraineană Хлиплі) este localitatea de reședință a comunei Hlîpli din raionul Mostîska, regiunea Liov, Ucraina.

## Demografie
Componența lingvistică a localității Hlîpli
     Ucraineană (100%)
Conform recensământului din 2001, toată populația localității Hlîpli era vorbitoare de ucraineană (100%).